# 小行星7418
小行星7418（7418 Akasegawa）是一颗绕太阳运转的小行星，为主小行星带小行星。该小行星于1991年3月11日发现。

## 轨道参数
小行星7418的轨道半长轴为2.3568943 UA，离心率为0.052。